# Menahem Pressler
Menahem Pressler (16. prosince 1923 Magdeburg – 6. května 2023) byl americko-izraelský klavírista a hudební pedagog narozený v Německu. Jeho aktivní umělecká a pedagogická kariéra trvala déle než půl století. Byl zakládajícím členem slavného tria Beaux Arts Trio.

## Život
Narodil se v rodině židovského obchodníka s oděvy v Německu, ze kterého ale uprchl před nacisty v roce 1939 přes italský Terst do Palestiny.
Jeho učiteli byli v Magdeburgu varhaník Kitzl, v Terstu krátce místní hudebník Rossi, v Tel Avivu Eliahu Rudjakov a Lee Kestenberg.
V roce 1946 vyhrál Debussyho mezinárodní klavírní soutěž v San Francisku a své renomé upevnil prvním vystoupením v Carnegie Hall s Filadelfským orchestrem pod vedením Eugena Ormandyho. Následně absolvoval nespočetně koncertů a koncertních turné po Severní Americe a Evropě, nejprve jako sólista, později jako komorní hráč. V roce 1955 debutoval s houslistou Danielem Guilletem a cellistou Bernhardem Greenhousem pod hlavičkou nově založeného Beux Art Tria. Zatímco obsazení smyčcových postů se v triu měnilo, Pressler zůstal jeho jediným klavíristou až do roku 2008, kdy s houslistou Danielem Hopem a cellistou Antoniem Menezesem vystoupilo trio naposledy. Hrál také s různými kvartety, kupříkladu po desetiletí spolupracoval s Emersonovým smyčcovým kvartetem.
Věnoval se také intenzivně pedagogické činnosti. Od roku 1955 vyučoval hru na klavír na Jacobsově hudební škole Indiana University. Mnozí z jeho studentů s úspěchem vystupovali na různých prestižních klavírních soutěžích. Pressler na Indiana University získal čestnou profesuru. Jeho pedagogické metody byly neortodoxní. U svých studentů zdůrazňoval jejich lásku k hudbě, inteligenci a charakterové vlastnosti, naopak menší význam přikládal talentu. Kromě klavírní techniky vedl své studenty i k hlubokému porozumění notového zápisu.
I ve vysokém věku stále vystupoval, byl při tom běžně označován za legendu.

## Ocenění
Pressler byl vyznamenán čestnými doktoráty i mnoha dalšími oceněními. Londýnský časopis Gramophone mu udělil cenu za celoživotní dílo a tím ho uvedl do své síně slávy, před ním tuto cenu udělil jen čtyřem jiným umělcům: Joan Sutherlandové, Georgu Soltimu, Dietrichu Fischeru-Dieskauovi a Yehudi Menuhinovi. Pressler dále dostal mezinárodní ocenění International Classic Music Award (dřívější Cannes Classical Award), čestnou zlatou medaili americké Národní společnosti umění a písemnictví (NASL), čestné uznání Ehrenurkunde německých kritiků, v roce 2012 obdržel Cenu Yehudi Menuhina a mnohé další.
V roce 2005 byl vyznamenán německým Čestným křížem I. třídy a ve Francii udělením Řádu umění a literatury.